# Etoko
Etoko (en rus: Этоко) és un poble de Kabardino-Balkària, a Rússia, que el 2019 tenia 819 habitants. Pertany al districte rural de Zalukókoaje.